# Oxford English Dictionary
De Oxford English Dictionary, vaak afgekort tot OED, is een woordenboek voor de Engelse taal.
De OED wordt uitgegeven door de Oxford University Press en bevat woorden uit het Verenigd Koninkrijk en andere Engelstalige gebieden: Noord-Amerika, Zuid-Afrika, Australië, Nieuw-Zeeland en de Caraïben.
In het boek wordt de geschiedenis, uitspraak en definitie van woorden weergegeven. Net als bij andere grote woordenboeken, duurde de ontwikkeling ervan een aantal decennia. De eerste volledige uitgave werd in tien delen gepubliceerd (1882-1928). De tweede uitgave (20 delen) verscheen in 1989. De OED wordt regelmatig bijgewerkt en bevat meer dan 600.000 woorden.
Er bestaat ook een verkorte versie van het woordenboek in twee delen: de Shorter Oxford English Dictionary. Ook is er het eentalige woordenboek voor buitenlandse studenten: de Oxford Advanced Learner's Dictionary
Op 29 augustus 2010 maakten de makers van de Oxford English Dictionary bekend dat de volgende editie (bekend als OED3) waarschijnlijk niet meer gedrukt zal gaan worden en mogelijk alleen nog maar online zal verschijnen.